# IC 2079
IC 2079 је спирална галаксија у сазвјежђу Златна риба која се налази на листи објеката дубоког неба у Индекс каталогу.
Деклинација објекта је - 53° 44' 17" а ректасцензија 4h 28m 30,7s. Привидна величина (магнитуда) објекта IC 2079 износи 14,0 а фотографска магнитуда 14,8. IC 2079 је још познат и под ознакама ESO 157-33, DRCG 47-62, PGC 15200.